# Adrian Beck
Adrian Beck (Crailsheim, 9 giugno 1997) è un calciatore tedesco, centrocampista dell'Heidenheim.

## Caratteristiche tecniche
È un centrocampista offensivo.

## Carriera
Cresciuto nel settore giovanile dell'Hoffenheim, nella stagione 2016-2017 ha giocato in Regionalliga con la squadra riserve, per poi passare l'anno successivo al Neckarsulmer in Oberliga; nell'estate del 2019 ha firmato con l'Ulma e dopo soli sei mesi è stato acquistato dall'Union Saint-Gilloise, club militante nella seconda divisione belga. Utilizzato solamente in quattro spezzoni di gara, nel settembr del 2019 è stato prestato all'Hamilton Academical ma dopo soli sei mesi ha fatto ritorno all'Ulm a titolo definitivo.
Con i bianconeri è tornato a giocare con continuità realizzando 6 reti nella stagione 2020-2021 ed 11 in quella successiva, guadagnandosi la chiamata dell'Heidenheim (club di seconda divisione) nell'estate del 2022. Il 23 luglio 2022 ha debuttato in questa categoria, nell'incontro vinto 3-0 contro l'Eintracht Braunschweig ed il 12 agosto successivo ha messo a segno un gol ed un assist nella trasferta vinta 3-0 contro il Norimberga. Al termine della stagione ha centrato con il club la prima storica promozione in Bundesliga, dove ha esordito il 19 agosto nel match inaugurale contro il Wolfsburg perso 2-0.
La stagione successiva ha debuttato nelle competizioni UEFA per club, giocando i turni preliminari di Conference League vinti contro gli svedesi dell'Häcken; successivamente ha disputato da titolare anche la fase campionato, dove ha realizzato il suo primo gol europeo in carriera il 3 ottobre 2024 contro gli sloveni dell'Olimpia Lubiana.

## Statistiche

### Presenze e reti nei club
Statistiche aggiornate al 5 agosto 2025.
| Stagione          | Squadra              | Campionato        | Campionato | Campionato | Coppe nazionali | Coppe nazionali | Coppe nazionali | Coppe continentali | Coppe continentali | Coppe continentali | Altre coppe | Altre coppe | Altre coppe | Totale | Totale | Totale |
| Stagione          | Squadra              | Comp              | Pres       | Reti       | Comp            | Pres            | Reti            | Comp               | Pres               | Reti               | Comp        | Pres        | Reti        | Pres   | Reti   |        |
| ----------------- | -------------------- | ----------------- | ---------- | ---------- | --------------- | --------------- | --------------- | ------------------ | ------------------ | ------------------ | ----------- | ----------- | ----------- | ------ | ------ | ------ |
| 2016-2017         | Hoffenheim II        | RL                | 4          | 1          | -               | -               | -               | -                  | -                  | -                  | -           | -           | -           | 4      | 1      |        |
| 2017-2018         | Neckarsulmer         | OL                | 32         | 14         | -               | -               | -               | -                  | -                  | -                  | WP          | 2           | 0           | 34     | 14     |        |
| 2018-gen. 2019    | Ulma                 | RL                | 19         | 4          | CG              | 1               | 0               | -                  | -                  | -                  | -           | -           | -           | 20     | 4      |        |
| gen.-giu. 2019    | Union Saint-Gilloise | 1B                | 4          | 0          | CB              | 0               | 0               | -                  | -                  | -                  | -           | -           | -           | 4      | 0      |        |
| 2019-gen. 2020    | Hamilton Academical  | SP                | 6          | 0          | CS+CdL          | 0               | 0               | -                  | -                  | -                  | -           | -           | -           | 6      | 0      |        |
| gen.-giu. 2020    | Ulma                 | RL                | 1          | 0          | CG              | 0               | 0               | -                  | -                  | -                  | WP          | 3           | 1           | 4      | 1      |        |
| 2020-2021         | Ulma                 | RL                | 41         | 6          | CG              | 2               | 0               | -                  | -                  | -                  | WP          | 4           | 1           | 47     | 7      |        |
| 2021-2022         | Ulma                 | RL                | 32         | 11         | CG              | 1               | 0               | -                  | -                  | -                  | WP          | 5           | 4           | 38     | 15     |        |
| Totale Ulma       | Totale Ulma          | Totale Ulma       | 93         | 21         |                 | 4               | 0               |                    | -                  | -                  |             | 12          | 6           | 109    | 27     |        |
| 2022-2023         | Heidenheim           | 2L                | 18         | 3          | CG              | 2               | 1               | -                  | -                  | -                  | -           | -           | -           | 20     | 4      |        |
| 2023-2024         | Heidenheim           | BL                | 23         | 1          | CG              | 2               | 2               | -                  | -                  | -                  | -           | -           | -           | 25     | 3      |        |
| 2024-2025         | Heidenheim           | BL                | 32+1       | 4+0        | CG              | 1               | 0               | UECL               | 9                  | 1                  | -           | -           | -           | 43     | 5      |        |
| Totale Heidenheim | Totale Heidenheim    | Totale Heidenheim | 74         | 8          |                 | 5               | 3               |                    | 9                  | 1                  |             | -           | -           | 88     | 12     |        |
| Totale carriera   | Totale carriera      | Totale carriera   | 213        | 44         |                 | 9               | 3               |                    | 9                  | 1                  |             | 14          | 6           | 245    | 54     |        |

## Palmarès

### Club

#### Competizioni regionali
- Württembergpokal: 2

Ulm: 2019-2020, 2020-2021

#### Competizioni nazionali
- 2. Bundesliga: 1

Heidenheim: 2022-2023